# Damir Skomina
Damir Skomina (Koper, Eslovènia, 5 d'agost de 1976) és un ex àrbitre de futbol eslovè internacional des del 2003.
L'estiu del 2008, Skomina va ser el quart àrbitre en diversos partits de l'Euro 2008 i va arbitrar el partit de quarts de final del torneig de futbol en els Jocs Olímpics d'estiu.
A la Lliga de Campions de la UEFA, va arbitrar un partit de setzens de final de l'edició 2011-12, entre Arsenal FC i AC Milan i un de quarts, entre Chelsea FC i Benfica, a Stamford Bridge. En l'edició 2012-13, va arbitrar el FC Barcelona-Bayern de Múnic, tornada de semis.
A l'Euro 2012, Skomina va arbitrar tres partits (dos de grup i un de quarts de final, entre Alemanya i Grècia). Aquell mateix any, va ser designat àrbitre de la Supercopa d'Europa, entre Chelsea FC i Atlètic de Madrid.